# 黃永
黃永（原名黃伯康，1974年3月14日—），曾為香港商業電台策劃總監及商業一台長，亦曾任社企民間高峰會總幹事，現時在不同傳媒平台推動解困新聞學，著有《解困新聞學----後真相年代的答案》一書。

## 簡歷
1986年入讀拔萃男書院，曾參與校樂隊、辯論隊及校刊編輯之活動，曾與方東昇及呂秉權等參與多次辯論比賽。1996年於加拿大多倫多大學取得學士學位。1997年返回香港加入奧美廣告公司。
1998年加入香港特別行政區政府任政務主任，先後主理城市規劃、填海計劃及長者福利範疇。
2000年在英國劍橋大學修讀工商管理碩士課程，其關於「專業創意」之論文獲當年最佳論文獎。此前曾參與成立AdmanGo.Com 廣告與市場調查公司，為香港廣告協會(HK4A)建設首個網上市場調查系統。
2001年在英國倫敦大學修讀法律學學士學位，取得法律學學士學位。
2002年任職安可顧問(亞洲)研究及公共事務部總監，負責政策研究、經濟調查、持份者分析及企業傳訊工作。
2003年以其碩士論文為骨幹，出版《宏觀創意》一書。
2006年年中在替商業電台做政策研究時，被商業電台高層挖角。加入後，初期於《在晴朗的一天出發》(903) 擔任節目主持，並在每天的個人聲音專欄《聲東擊西》中發聲，漸漸開始有更多主持節目的機會，及後更被提拔為商業電台策劃總監以及商業一台台長。
2007年2月，轉往雷霆881主持《在晴朗的一天出發》，並於同年6月成為首席主持。
2008年開始以長期「外展式」落地跟進方法來主持時事評論，節目每月關心一個重點社會民生議題。
2012年5月，出版《香港轉營》一書。
2012年7月離開商業電台節目主持和商業電台策劃總監以及商業一台台長的崗位。
2013年1月加入社企民間高峰會。
2013年4月正式成立社會企業媒體《言論自由行》www.HKSOW.hk，推廣「解困新聞學」(solution journalism)。
2014年4月7日，重返商業電台與健吾共同主持商業電台和社企「言論自由行」合作的論政節目《人民大道中》。

## 節目主持

### 現任
雷霆881
- 《人民大道中》

香港開電視（前稱「奇妙電視中文台」）
- 《開嚟見特首》（2019年1月7日）
- 《開嚟見樓》（2019年1月8日）
- 《開嚟見家長》（2019年1月9日）
- 《開嚟見貿易戰》（2019年1月10日）
- 《開嚟見傳媒》（2019年1月11日）
- 《開嚟見我》（2019年1月14日起）
- 《Fit 開有條路》（2019年4月1日起）
- 《開嚟見我‧追蹤逃犯》（2019年5月19日起）

### 其他
雷霆881
- 《在晴朗的一天出發》（881版本）
- 《綠皮書攻略》
- 《十七大攻略》
- 《一台綠色》
- 《發現新大陸－軍事戰爭篇》
- 《發現新大陸－文革篇》
- 《由心出發》

叱吒903
- 《在晴朗的一天出發》（903版本）

無綫電視
- 《J5龍門陣》（J5）
- 《周日龍門陣》（翡翠台）

## 長期跟進
- 解困新聞學
- 樹木管理及城市林務
- 正生書院原址擴建
- 菜園村搬遷後發展
- 婦女權益

## 十八樓C座
2008年為廣播劇「十八樓C座」四十周年。黃永於當年策劃出版《為民喉舌四十年》一書，隨書的CD光碟收錄「十八樓C座」在1970至90年代的珍貴錄音。其亦連同該劇的演員在全港之的士站派發「周記金牌咖啡」，並邀請四十位名人擔任特別嘉賓。

## 相關網站
- 黃永簡介 （页面存档备份，存于）